# Ezra Koenig
Ezra Michael Koenig (Nueva York; 8 de abril de 1984) es un cantante, músico y guionista estadounidense. Es principalmente conocido como líder y guitarrista de la agrupación neoyorquina Vampire Weekend. Adicionalmente, Koenig es el creador de la comedia animada de Netflix Neo Yokio y el presentador del programa de radio Time Crisis with Ezra Koenig emitido por el servicio Apple Music. Time Crisis está actualmente en su cuarta temporada.
Durante su carrera, Koenig ha recibido varios premios y nominaciones, estos incluyen dos nominaciones a los Grammy de los que ganó uno por su trabajo con Vampire Weekend, en 2010 y 2013, respectivamente, además de una nominación en 2016 por su trabajo como productor en el álbum de Beyoncé Lemonade.

## Biografía
Koenig nació en Nueva York. Es hijo de Robin Koenig, un supervisor de sets de cine, quien colaboró en varios filmes de Spike Lee, y de Bobby Bass una fisioterapeuta—, la familia Koenig vivió en el barrio Upper West Side de Manhattan antes de mudarse al norte de Nueva Jersey. Asistió a la escuela Glen Ridge High School. Koenig es judío.
Koenig pertenece a la cuarta generación de su familia en asistir a una institución de la Liga Ivy, en este caso la Universidad de Columbia, ahí estudió inglés. 
Ezra tiene una hermana menor, Emma Koenig ella es la autora del exitoso blog y libro F*CK i'm in my twenties
Ezra escribió su primera canción a los 10 años y la tituló 'Bad Birthday Party'.

## Carrera
Antes de formar Vampire Weekend, Koenig gestó un grupo de rap llamado L’Homme Run y tocó el saxofón en el grupo de indie rock Dirty Projectors en su gira europea. También fue profesor de inglés del grado octavo en Junior High School 258 en Brooklyn, Nueva York hasta 2007.

### Vampire Weekend
Koenig conoció a los integrantes de Vampire Weekend mientras estudiaba en la Universidad de Columbia e inició la banda en el último año de carrera, grabaron su primer disco al graduarse y mientras los cuatro miembros tenían trabajos de tiempo completo. Tomaron el nombre de la banda de una película que él y sus amigos rodaron durante las vacaciones. Ezra protagonizó la cinta bajo el papel de Walcott, quien tenía que ir a Cabo Cod para avisarle al alcalde que los vampiros se acercaban.

### Otros proyectos
Además de su carrera previa a Vampire Weekend, Ezra Koenig colaboró con las voces de la canción Carby de LP, álbum debut de Discovery, el grupo del teclista de Vampire Weekend, Rostam Batmanglij.
Koenig mantiene una cercana amistad con los miembros de la banda Chromeo y ha colaborado con ellos en dos ocasiones en las canciones "I Could be Wrong" y "Ezra's interlude", ocasionalmente se puede ver a Koenig en las presentaciones y sets de la banda. También aparece en el disco Warm Heart of Africa de The Very Best y tiene una participación en el video Barbra Streisand, de Duck Sauce.
En 2013, Ezra Koenig colaboró con Major Lazer en la canción "Jessica".
SBTRKT y Koenig tienen una colaboración titulada New Dorp New York, disponible en el disco titulado Wonder Where We Land.
El 20 de diciembre de 2014, Red Bull presentó el sencillo Down 4 So Long, el cual presenta a Koenig al lado de Despot.
En el 2011 el artista británico Joe Simpson pintó y presentó un retrato de Koenig en una exhibición en The Royal Albert Hall.
En 2017, creó y dirigió Neo Yokio, una serie de animación producida por Netflix en colaboración con diversos estudios japoneses.

### Serie de televisión
En 2014, Ezra hizo la voz de Ryland en la serie animada Major Lazer que fue durante un episodio.

## Vida personal
En enero y abril de 2016, Koenig mostró vocalmente su apoyo al candidato político estadounidense, Bernie Sanders tocando en varios de sus mítines. Según los informes, Koenig tiene un hijo con la actriz y escritora estadounidense Rashida Jones.